# Tehosekoitin
Tehosekoitin (finnisch: Mixer) war eine finnische Rockband, die 1991 in Lahti gegründet wurde, und die bis 2004 bestand.

## Bandgeschichte
Am Anfang hatte die Band Punk-Einflüsse in ihrer Musik, sie wurde aber später eine bedeutende finnische Rockband. Der Durchbruch der Band war der Song C'mon baby yeah!. Andere bekannte Songs sind u. a. Pyydä tähdet taivaalta (Bitte die Sterne vom Himmel), Asfaltti polttaa (Der Asphalt brennt), Pillitä, Elli, pillitä (Heul, Elli, heul) und Maailma on sun (Die Welt ist dein). Die Liedtexte der Band erzählen von Liebe und dem sorgenlosen Rock-Lebensstil.
Wie auch viele andere Bands probten Tehosekoitin am Anfang ihrer Karriere in anspruchslosen Proberäumen. Die Zusammensetzung der Band stand gleich von Anfang an fest: Otto Grundström (Gesang), Ari Tiaien (Gitarre), Hannu Kilkki (Bass) und Matti Mikkola (Schlagzeug). Grundström war der Sänger und die Galionsfigur der Band bis zu deren Auflösung.
Von 1992 bis 1993 hatten Tehosekoitin einen guten Ruf in der kleinen finnischen Punk-Szene. Weil die großen Plattenlabel der Band keinen Plattenvertrag boten, gründete Gitarrist Arska ein eigenes Plattenlabel, Levy-yhtiö. Weitere Bands bei Levy-yhtiö waren unter anderem Apulanta und Punaiset Messiaat.
Das erste Album Rock´n´Roll erschien im Jahr 1994. Matti Mikkola komponierte die Lieder und Sänger Otto Grundström schrieb die Liedtexte. 1997 erschien das zweite Album Köyhät syntiset und war sehr erfolgreich. Die Single C´mon Baby Yeah wurde Nummer eins der finnische Charts.

## Auflösung der Band
Seit Frühling 2001 spielt der Gitarrist Ari Tiainen nicht mehr in der Band, sondern wurde deren Manager. Die Band hörte 2004 mit Spielen auf, das letzte Konzert fand am 1. August auf dem Ankkarock-Musikfestival in der Stadt Vantaa statt. Otto Grundström schrieb nach der Zeit der Band eine Gedichtsammlung Tähtiotsa (Sternenstirn), die 2005 beim Helsinkier Verlag Johnny Kniga erschien. Er studierte auch an der Universität Helsinki Latein, Religionswissenschaft und Kunstgeschichte. Im Sommer 2009 machten Tehosekoitin nochmals eine kleine Tournee, die aber kein Comeback, sondern nur eine Abschiedstournee war.

## Die Mitglieder der Band
- Hannu „Hanski“ Kilkki, Bass 1991–2004
- Matti Mikkola, Gitarre 1991–2004
- Janne „Jansku“ Kuusela, Gesang 1991–1992
- Henry „Henkka“ Hagert, Schlagzeug 1991–1992
- Ari „Arska“ Tiainen 1992–2001
- Otto Grundström, Gesang 1992–2004
- Tero Sundell, Schlagzeug 1999–2004
- Juha Kuoppala, Klavier 2001–2004

## Diskografie

### Alben
| Jahr | Titel                            | Höchstplatzierung, Gesamtwochen, AuszeichnungChartsChartplatzierungen (Jahr, Titel, Platzierungen, Wochen, Auszeichnungen, Anmerkungen) | Anmerkungen                        |
| Jahr | Titel                            | FI | Anmerkungen                        |
| ---- | -------------------------------- | --- | ---------------------------------- |
| 1994 | Rock’n Roll                      | FI19 (1 Wo.)FI | Charteinstieg: 2020                |
| 1997 | Köyhät syntiset                  | FI9 (8 Wo.)FI |                                    |
| 1998 | Varoittava esimerkki             | FI10 (5 Wo.)FI |                                    |
| 1999 | Freak Out                        | FI9 (8 Wo.)FI | Erstveröffentlichung: Mai 1999     |
| 2000 | Rock ’n’ Roll Monster Movie Show | FI3 (14 Wo.)FI | Erstveröffentlichung: Mai 2000     |
| 2001 | Rakkauden gangsterit             | FI2 (10 Wo.)FI | Erstveröffentlichung: 8. Juni 2001 |
| 2002 | Golden Greats                    | FI3 Gold · (26 Wo.)FI |                                    |
| 2010 | Alive II                         | FI27 (1 Wo.)FI | Erstveröffentlichung: 3. Mai 2010  |

grau schraffiert: keine Chartdaten aus diesem Jahr verfügbar
Weitere Alben
- 2002: A Lotta Rhythm (auf Englisch mit dem Namen Screamin’ Stukas)
- 2009: Kaikki nuoret tyypit

### Singles und EPs
| Jahr | Titel Album                                             | Höchstplatzierung, Gesamtwochen, AuszeichnungChartsChartplatzierungen (Jahr, Titel, Album, Platzierungen, Wochen, Auszeichnungen, Anmerkungen) | Anmerkungen |
| Jahr | Titel Album                                             | FI | Anmerkungen |
| ---- | ------------------------------------------------------- | --- | ----------- |
| 1996 | Kadonneet pojat –                                       | FI10 (5 Wo.)FI |             |
| 1997 | C’mon Baby Yeah Köyhät Syntiset                         | FI1 (14 Wo.)FI |             |
| 1997 | Syntynyt köyhänä Köyhät Syntiset                        | FI2 (13 Wo.)FI |             |
| 1997 | Hyvä karma Köyhät Syntiset                              | FI4 (7 Wo.)FI |             |
| 1998 | Pillitä, Elli, pillitä Varoittava Esimerkki             | FI1 (21 Wo.)FI |             |
| 1998 | Pakko päästä pois Varoittava Esimerkki                  | FI1 (15 Wo.)FI |             |
| 1999 | Keskiyön tanssi/Laura Freak Out                         | FI12 (3 Wo.)FI |             |
| 1999 | Valonkantaja Freak Out                                  | FI3 (11 Wo.)FI |             |
| 2000 | Kaikki nuoret tyypit Rock ’n’ Roll Monster Movie Show   | FI7 (13 Wo.)FI |             |
| 2000 | Pyydä tähdet taivaalta Rock ’n’ Roll Monster Movie Show | FI4 (8 Wo.)FI |             |
| 2001 | Kaukaisimmalle rannalle Rakkauden Gangsterit            | FI3 (10 Wo.)FI |             |
| 2001 | Kaikki on mahdollista Rakkauden Gangsterit              | FI2 (7 Wo.)FI |             |
| 2004 | Lupaan –                                                | FI1 (11 Wo.)FI |             |
| 2008 | Hetken tie on kevyt –                                   | FI3 (8 Wo.)FI |             |

Weitere Singles & EPs
- 1992: Greatest Hits II (EP)
- 1993: ...Ja valtakunnassa kaikki hyvin!!!? (EP)
- 1994: Yö ulkona (EP)
- 1995: T12VM (EP)
- 1996: Se johtuu geeneistä ’96
- 1999: Asfaltti polttaa
- 2001: Maailma on sun (2001)

### Videoalben
- 2002: Vauhdissa – Live-DVD